# Mistrzostwa Świata w Szybownictwie 2012
32. Mistrzostwa świata w szybownictwie – najważniejsze zawody szybowcowe w 2012 roku zostały podzielone na dwie części. Mistrzostwa świata w klasie otwartej, 15 m oraz 18 m odbyły się w amerykańskiej miejscowości Uvalde między 28 lipca a 19 sierpnia 2012, natomiast rywalizacja w klasie światowej, standard i klub odbyła się w miejscowości Adolfo Gonzales Chaves (Argentyna) w dniach 6-19 stycznia 2013 roku.
Podczas pierwszej części zawodów indywidualnie dwa tytuły mistrzowskie zdobyli reprezentanci Polski. Sebastian Kawa na szybowcu SZD-56 Diana zwyciężył w klasie 15 m, a Zbigniew Nieradka (Schleicher ASG 29), podobnie jak dwa lata wcześniej, w klasie 18 m. Srebrny medal w tej klasie zdobył Łukasz Wójcik. W klasie otwartej złoty medal zdobył Francuz Laurent Aboulin. Wynik polskiej reprezentacji jest największym (do 2012) sukcesem polskiego szybownictwa.

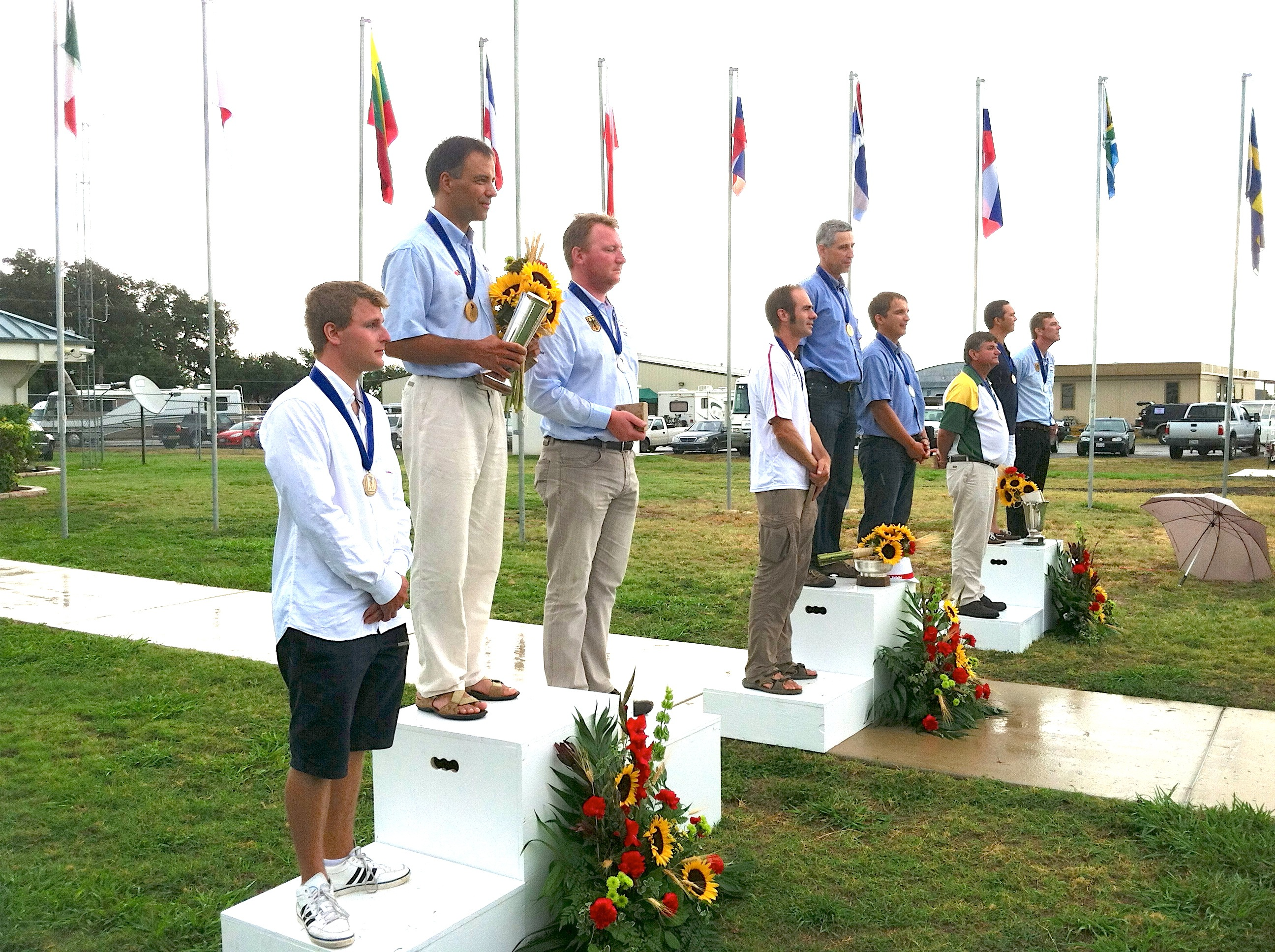
Ceremonia wręczenia medali

## Miejsce zawodów
Zawody rozgrywane były (startując z Uvalde) nad intensywnie rozgrzewającymi się w dzień równinami (w przybliżeniu w prostokącie sięgającym około 150 km na północ i podobnie na wschód i południe od Uvalde) Texasu. Silne (powyżej 40 °C) nagrzewanie gruntu powoduje tam bardzo dobre warunki do termicznych lotów szybowcowych (wysoko sięgające obszary silnie wznoszącego się powietrza), porównywane przez uczestniczących pilotów do warunków Południowej Afryki i Namibii (uznawanych za jedne z najlepszych w świecie). Dodatkowo występujące na północy obszaru zawodów wzgórza ciągnące się w osi wschód-zachód oraz przeważnie południowe wiatry często umożliwiały bardzo długie przeskoki (bez potrzeby krążenia dla naboru wysokości) w wielu kierunkach. Skutkowało to (średnimi) szybkościami na trasach zawodów które są (dla długich tras) nieosiągalne w Europie oraz możliwością organizowania wyścigów na bardzo długich (powyżej 500 km) trasach. Z 14 zaplanowanych dni zawodów konkurencje rozegrano 13 razy (jeden dzień przerwy spowodowany między innymi fizycznym zmęczeniem zawodników) co (procent „lotnych” dni) jest bardzo dobrym wynikiem. Wysoka temperatura powodowała jednak wiele problemów technicznych dla szybowców. Konieczność ciągłych napraw sprzętu w bardzo gorącym klimacie była bardzo obciążająca dla ekip.

## Szybowce

### Klasa Otwarta
Mistrzostwa były sceną porównania najnowszych trendów i konstrukcji w budowie szybowców. W klasie otwartej wystąpiły najnowsze szybowce: Concordia, Quintus, Antares, JS-1C (wersja ze skrzydłami o rozpiętości 21 m). Relatywne wartości nowych szybowców były przed zawodami relatywnie nieznane – niektóre konstrukcje (Concordia, JS-1C) były zakończone tak krótko (JS-1C na 3 tygodnie – w fabryce w Południowej Afryce, Concordia na 2 miesiące) przed zawodami że piloci mieli na nich (JS-1C) poniżej 10 godz. treningu. Niektóre szybowce były pilotowane przez ich konstruktorów/współkonstruktorów (bracia Jonker, Dick Butler). Wyniki z tych MŚ jeżeli chodzi o szybowce nie są jednoznaczne, konstruktorzy oczekiwali lepszego wyniku Concordii (Dick Butler na tym szybowcu zajął ostatecznie 7 miejsce), ale jest to być może spowodowane „małym wlataniem” pilota w ten unikatowy szybowiec. W wywiadach po zakończeniu zawodów uczestnicy nie byli zgodni we wskazaniu zwycięskiej konstrukcji.
Budowa Concordii była od wielu lat obserwowana z bardzo dużym zainteresowaniem, szczególnie w społeczności pilotów USA. Szybowiec ten był budowany w jednym egzemplarzu, specjalnie dla konkretnego pilota (Dicka Butlera), wyłącznie w celu zdobycia najlepszego wyniku w mistrzostwach świata. Względy ekonomiczne (koszt, możliwość dalszej sprzedaży) w tym projekcie nie były brane pod uwagę. Była to sytuacja podobna do budowy jachtów na potrzeby regat Pucharu Ameryki. Konstruktorzy liczyli na to, że bezkompromisowa konstrukcja przyniesie przełom w wynikach osiąganych w zawodach MŚ.
Przy budowie Concordii brano pod uwagę doświadczenie innego ekstremalnego szybowca – Eta – który mimo wciąż utrzymywanego rekordu doskonałości (ok. 72) i rozpiętości skrzydeł (30,9 m), poza debiutem (pilotowany przez Janusza Centkę w Mistrzostwach Świata w Lesznie w 2003 roku osiągnął 2. miejsce) nie miał dalszych sukcesów na poziomie MŚ. Przy projektowaniu Concordii uważano, że brak dalszych sukcesów Ety jest spowodowany m.in. niemożnością wystarczającego dobalastowania tego szybowca dla osiągnięcia optymalnych dla niego – przy dużych prędkościach – obciążeń powierzchni nośnej (przeszkadzał tu limit 850 kg masy startowej wynikający z regulaminu klasy otwartej). Concordia została zaprojektowana – przy podobnie ekstremalnej rozpiętości 28 m – m.in. z mniejszą powierzchnia nośną (13,7 m², mniejsza cięciwa, maks. obciążenie 62 kg/m² – dla porównania samolot myśliwski PZL P11/I miał obciążenie 82 kg/m²) aby ominąć ten problem, co „przy okazji” spowodowało, że Concordia ma rekordowe wydłużenie skrzydeł (57, najwyższe w historii szybownictwa). Wobec postulowanej przez konstruktorów teoretycznej przewagi – w sensie uważanych za istotne parametrów jak aspekt czy obciążenie powierzchni – Concordii nad innymi maszynami, jej wyniki budzą duże zainteresowanie.
Na tle niejasnego wyniku ekstremalnie ambitnego projektu Concordii znaczący jest wynik (w klasie otwartej, lokaty 3, 6, 9, 11) szybowców JS-1C. Są to szybowce o o wiele mniejszej rozpiętości i wydłużeniu skrzydeł (21m), w produkcji seryjnej, z kadłubem i skrzydłami (pomijając końcówki) szybowca klasy 18m. Ich wynik burzy dotychczasowe stereotypy o tym co w konstrukcji szybowca jest konieczne dla bycia konkurencyjnym w klasie otwartej na najwyższym poziomie zawodów (także Quintus – 1. miejsce w klasie otwartej – i Antares mają „krótkie” skrzydła – 23 m).
W historii mistrzostw świata był wypadek kiedy – w klasie otwartej – zawodnik pilotujący teoretycznie istotnie słabszy od rywali szybowiec zdobył złoty medal. Jan Wróblewski na szybowcu Foka 4 klasy Standard (skrzydła ograniczone do 15 m, bez klap) zwyciężył w 1965 roku w klasie otwartej pokonując maszyny teoretycznie o wiele lepsze. Tamtemu sukcesowi jednak pomogło wyłożenie przez organizatorów jednej z konkurencji (przelot otwarty, bez premii za szybkość) częściowo niwelującej przewagę większych, cięższych i bardziej skomplikowanych maszyn.
Należy jednak zwrócić uwagę, że warunki meteorologiczne w trakcie Mistrzostw („bardzo silne” w terminologii szybowników) były inne od typowo spotykanych np. w Europie, dlatego wyniki Mistrzostw nie są być może uniwersalnie miarodajne jeżeli chodzi o porównanie konstrukcji.

### Klasa 15 m
W tej klasie wszystkie startujące szybowce miały jakość ocenianą (współczynniki) niemal tak samo. Wyniki Mistrzostw to potwierdzają, poszczególne typy maszyn zajmowały zarówno wysokie, jak i dalekie pozycje.

## Polscy reprezentanci
Polska wystawiła w klasach 15 m, 18 m i otwartej odpowiednio dwu, trzech i jednego reprezentanta. Każdy kraj mógł wystawić dwu reprezentantów w każdej klasie, z tym że broniący Mistrz Świata (w polskim wypadku Zbigniew Nieradka w klasie 18 m) miał dodatkowe miejsce. W klasie otwartej dla niektórych reprezentacji (w tym polskiej) problemem był szczególnie w tej klasie wysoki koszt szybowców umożliwiających nawiązanie konkurencji i związana z tym niemożność wystawienia dwu zawodników. Posiadanie w danej klasie większej ilości reprezentantów w jednej drużynie daje dużą przewagę, gdyż piloci latając w grupie mogą sprawniej znajdywać konieczne obszary noszeń termicznych.
- Klasa otwarta, Wiktor Koźlik, 19 miejsce.

Skutkiem rewolucji w konstrukcji szybowców uczestniczących w tych MŚ było dalsze miejsce jedynego polskiego reprezentanta w klasie otwartej, Wiktora Koźlika. Startował on na własnym szybowcu Nimbus-4 (koszt sprzętu w tej klasie był ponad możliwości Aeroklubu Polskiego) – szybowcu który w 2011 roku stanowił apogeum jakości sprzętu. Wiktor Koźlik w 2011 roku, w ramach przygotowania do startu w MŚ, zdobył 4 miejsce w mistrzostwach USA (także w Uvalde) na Nimbusie-4, ucząc się wtedy latać na tej maszynie (dostawa w przeddzień mistrzostw). W 2012, wobec pojawienia się „prosto z fabryki” na MŚ wielu nowych konstrukcji, szybowiec Nimbus-4 nagle okazał się przestarzały. Wiktor Koźlik pokonał jednak kilku pilotów dysponujących najnowszymi maszynami.
- Klasa 18 m, Zbigniew Nieradka (1), Łukasz Wójcik (2), Christof Matkowski (11).

W klasie 18 m Zbigniew Nieradka obronił tytuł Mistrza Świata, z Łukaszem Wójcikiem na drugim miejscu. Jest to drugi w historii MŚ przypadek zajęcia przez polskich reprezentantów 1. i 2. miejsca.
- Klasa 15 m, Sebastian Kawa (1), Tomasz Rubaj (7).

Zwycięstwo Sebastiana Kawy w klasie 15 m wysuwa go na pierwsze miejsce wśród wszystkich mistrzów świata w historii (5 zwycięstw), przewyższając rekord Australijczyka Ingo Rennera (4 zwycięstwa).
Trenerem ekipy był Jacek Dankowski, trener Szybowcowej Kadry Narodowej.

## Wyniki drużynowe
W klasyfikacji drużynowej Polska zajęła 1. miejsce, przed Wielką Brytanią i Niemcami, broniąc tytułu zwycięzcy drużynowego z poprzednich MŚ w Segedynie (2010). Zostało to osiągnięte bardzo skromnymi (minimalny skład ekipy) środkami. Na przykład sami piloci musieli wykonywać niespodziewane i obciążające naprawy i serwis sprzętu, kosztem czasu na wypoczynek i przygotowanie taktyczne. Przykładem takiej sytuacji była konieczność naprawy – tuż przed startem – przebitej opony w szybowcu Tomasza Rubaja. Kosztowało to obu pilotów z klasy 15 m utratę tego dnia dużej ilości punktów (Sebastian Kawa – kolejny raz w swojej karierze demonstrując konsekwentnie postawę sportsmena – krytycznie opóźnił swój start, by pomóc opóźnionemu po naprawie sprzętu koledze).

## Wypadek
W czasie Mistrzostw doszło do zderzenia francuskiego pilota Louis Bouderlique i Petera Hartmana z Austrii w klasie 15 m. Ogon maszyny Austriaka został odcięty, pozostałość szybowca wykonywała ciasne zewnętrzne pętle, na szczęście pilot zdołał oddzielić się od maszyny i otworzyć spadochron. Dwoje pilotów z Niemiec (Susanne Schoedel i David Bauder) przerwało (kolejny przykład postawy fair play) konkurencję by eskortować w powietrzu uszkodzony szybowiec francuskiego pilota z powrotem na lotnisko.

## Traking
W zawodach szybowcowych problemem dla kibiców jest odległość na jakiej latają zawodnicy (obszar zawodów rozciąga się na obszar wielkości setek kilometrów, na wysokość 2000+ m). Na tych odległościach absolutnie niemożliwe jest obserwowanie zawodów z ziemi. Dlatego zaczęto stosować na szybowcach nadajniki raportujące pozycję, wysokość, szybkość i inne dane lotu, wyświetlane następnie na żywo na stronach internetowych zawodów. Technologia ta („traking”) jest wciąż niedojrzała, z wielu technicznych powodów takie śledzenie jest nieporównanie trudniejsze od powszechnie używanych systemów śledzenia np. samochodów. W Uvalde traking działał z licznymi błędami, ale częściowo umożliwiał kibicowanie czołowym zawodnikom „na żywo”.

## Ciekawostki
- Łączna odległość wylatana przez pilotów w trakcie Mistrzostw w Uvalde (około 800 000 km, z dniami treningowymi) przewyższa odległość do Księżyca i z powrotem[18]. Należy przypomnieć, że (poza startem) ta odległość była pokonana bez użycia silników, wykorzystując (poprzez ruchy mas powietrza) energię Słońca.

## Wyniki

### Klasa otwarta
| Miejsce | Zawodnik        | Szybowiec  | Wynik (pkt) |
| ------- | --------------- | ---------- | ----------- |
| złoto   | Laurent Aboulin | Quintus M  | 12084       |
| srebro  | Michael Sommer  | EB29       | 11977       |
| brąz    | Oscar Goudriaan | JS1-C 21   | 11835       |
| 4.      | Tassilo Bode    | Quintus M  | 11774       |
| 5.      | Peter Harvey    | Antares 23 | 11759       |
| 6.      | Bruce Taylor    | JS1-C 21   | 11470       |

### Klasa 15 m
| Miejsce | Zawodnik        | Szybowiec    | Wynik (pkt) |
| ------- | --------------- | ------------ | ----------- |
| złoto   | Sebastian Kawa  | SZD-56 Diana | 11062       |
| srebro  | Matthias Sturm  | ASW-27       | 10628       |
| brąz    | Radek Krejcirek | Ventus 2ax   | 10526       |
| 4.      | Steven Raimond  | ASW-27       | 10291       |
| 5.      | Michael Rass    | ASG-29       | 10242       |
| 6.      | Ed Johnston     | ASG-29       | 10225       |

### Klasa 18 m
| Miejsce | Zawodnik          | Szybowiec  | Wynik (pkt) |
| ------- | ----------------- | ---------- | ----------- |
| złoto   | Zbigniew Nieradka | ASG 29-18  | 12170       |
| srebro  | Łukasz Wójcik     | ASG 29-18m | 11840       |
| brąz    | Mike Young        | ASG 29-18  | 11774       |
| 4.      | Russell Cheetham  | JS1-B      | 11739       |
| 5.      | Michael Streit    | ASG 29-18  | 11687       |
| 6.      | Uys Jonker        | JS1-B      | 11543       |

### Klasa standard[19]
| Miejsce | Zawodnik            | Szybowiec | Wynik (pkt) |
| ------- | ------------------- | --------- | ----------- |
| złoto   | Sebastian Kawa      | Discus 2a | 6102        |
| srebro  | Mario Kiessling     | Discus 2a | 6038        |
| brąz    | Felipe Levin        | Discus 2a | 5955        |
| 4.      | Christophe Cousseau | Discus 2  | 5825        |
| 5.      | Damian Goldenzweig  | LS 8      | 5759        |
| 6.      | Gonzalo Riera       | LS 8      | 5721        |

### Klasa światowa[20]
| Miejsce | Zawodnik           | Szybowiec | Wynik (pkt) |
| ------- | ------------------ | --------- | ----------- |
| złoto   | Sebastian Riera    | PW 5      | 3505        |
| srebro  | Jorge Tartara      | PW 5      | 3492        |
| brąz    | Jędrzej Skłodowski | PW 5      | 3424        |
| 4.      | Matias Pasztor     | PW 5      | 3388        |
| 5.      | Eduardo Crego      | PW 5      | 3385        |
| 6.      | Allan Barnes       | PW 5      | 3382        |

### Klasa klub[21]
| Miejsce | Zawodnik       | Szybowiec   | Wynik (pkt) |
| ------- | -------------- | ----------- | ----------- |
| złoto   | Santiago Berca | Jantar Std2 | 6415        |
| srebro  | Tobias Geiger  | LS 4        | 6316        |
| brąz    | Roman Mracek   | Std. Cirrus | 6300        |
| 4.      | Tim Kuijpers   | Cirrus 75   | 6097        |
| 5.      | Javier Gaude   | Jantar Std2 | 6086        |
| 6.      | Sean Franke    | ASW 20      | 6068        |